# クッフォ県
クッフォ県 (クッフォけん、Département de Couffo) はベナン南西部の県。
2013年の人口は74万1895人、面積は2404km2、人口密度は308.61人/km2。 
県都はアプラウエ。

## 地理
- 北～東：ズー県
- 南東：アトランティック県
- 南：モノ県
- 西：トーゴ

東部がクッフォ川で県境を、西部がモノ川の一部で国境となる。

## 歴史
1999年、南部のモノ県から分離、新設された。

## 下位行政区画

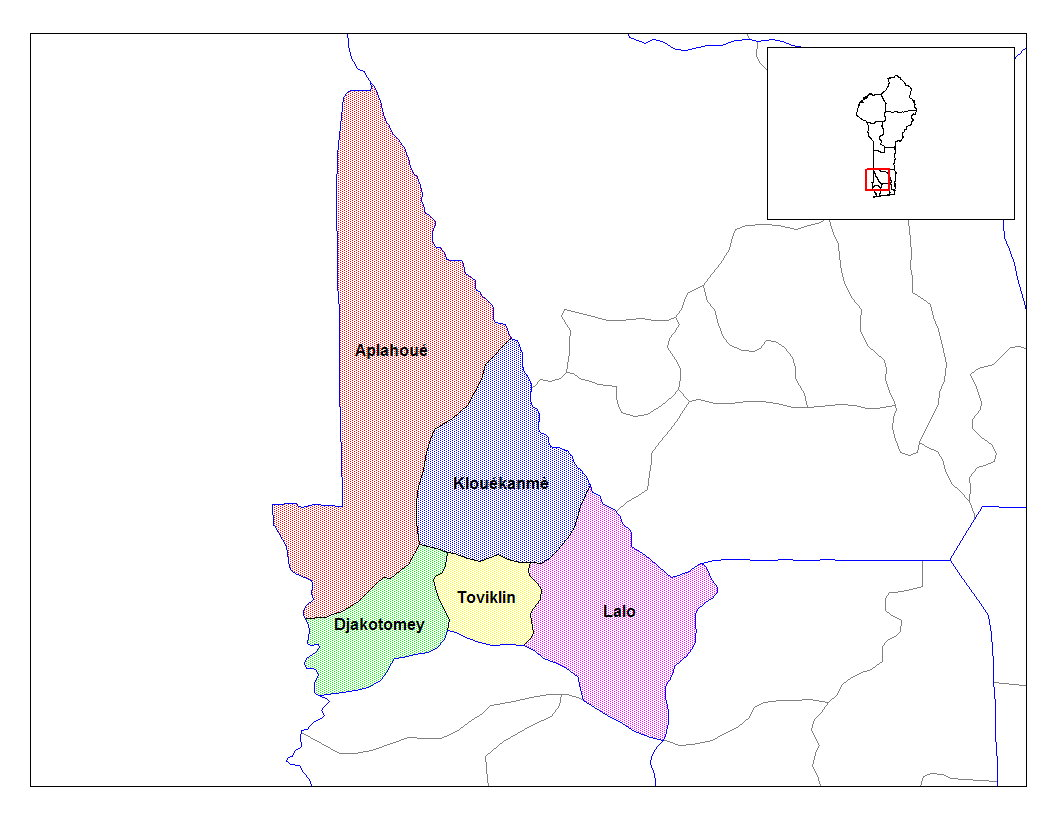
クッフォ県内の自治体

- アプラウエ
- Djakotomey
- Klouékanmè
- Lalo
- Toviklin
- Dogbo-Tota